# Бандипур (национальный парк)
Бандипур (англ. Bandipur National Park, канн. ಬಂಡೀಪುರ ರಾಷ್ಟ್ರೀಯ ಉದ್ಯಾನವನ), — один из самых известных национальных парков Индии. Расположен на юге штата Карнатака, в округе Чамараджанагар.

## География
Площадь парка составляет 874,2 км². Расположен к югу от реки Кабини, в предгорьях Западных Гат. Колебания высот территории составляют от 680 м до 1454 м над уровнем моря. Зимний температурный минимум составляет +10 °C, летний максимум +28 °C. Бандипур открыт круглый год, однако лучшее время для посещения — сезон муссонов, с июня по сентябрь, когда живая природа наиболее обильна.
Вместе с примыкающими к нему национальными парками Нагархол, Мудумалай и заповедником Винад образует крупнейшую в южной Индии охраняемую территорию общей площадью 2183 км². Парк является частью проекта по защите тигров и служит домом примерно для 70 бенгальских тигров (по данным на 1997 год). Также, Бандипур входит в биосферный резерват Нилгири.

## Флора и фауна
Основные виды деревьев и кустарников в парке включают: тик, палисандр, сантал белый, птерокарпус мешковидный, несколько видов бамбука, гревия, галдина, филлантус эмблика, лагерстрёмия, кассия трубчатая, бутея односемянная, сатиновое дерево, акация катеху, рандия и др.
В парке обитает большая популяция индийских слонов. Из хищных видов стоит отметить: тигров, леопардов, медведей-губачей, оленьков, красных волков и гиен. Среди других видов обитают: гауры, замбары, аксисы, кабаны, четырёхрогие антилопы и др.
Исследование, проведенное на насекомых в Бандипуре, показало наличие 27 видов муравьев и 41 видов жуков и 85 видов бабочек.

## Галерея

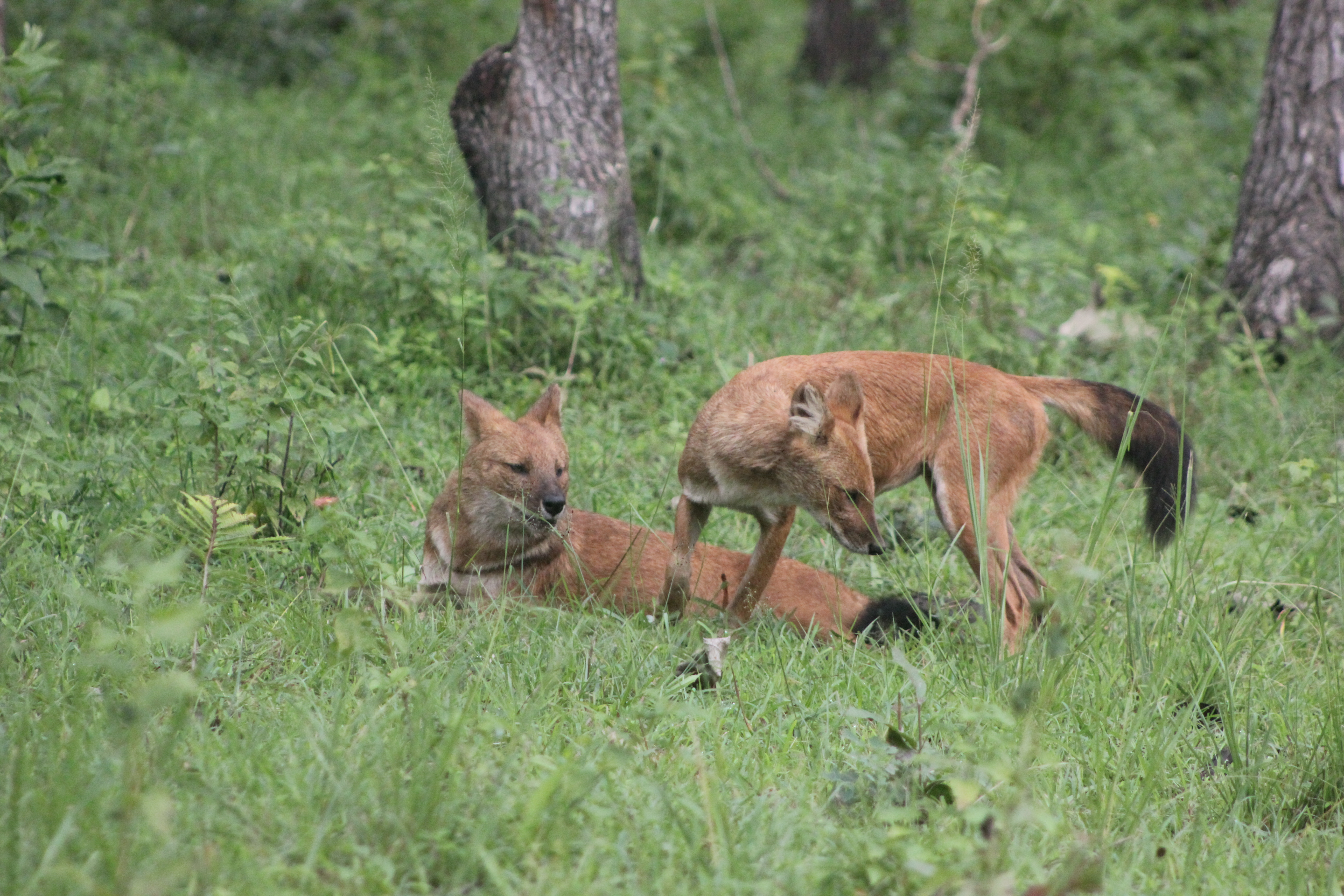
Пара красных волков
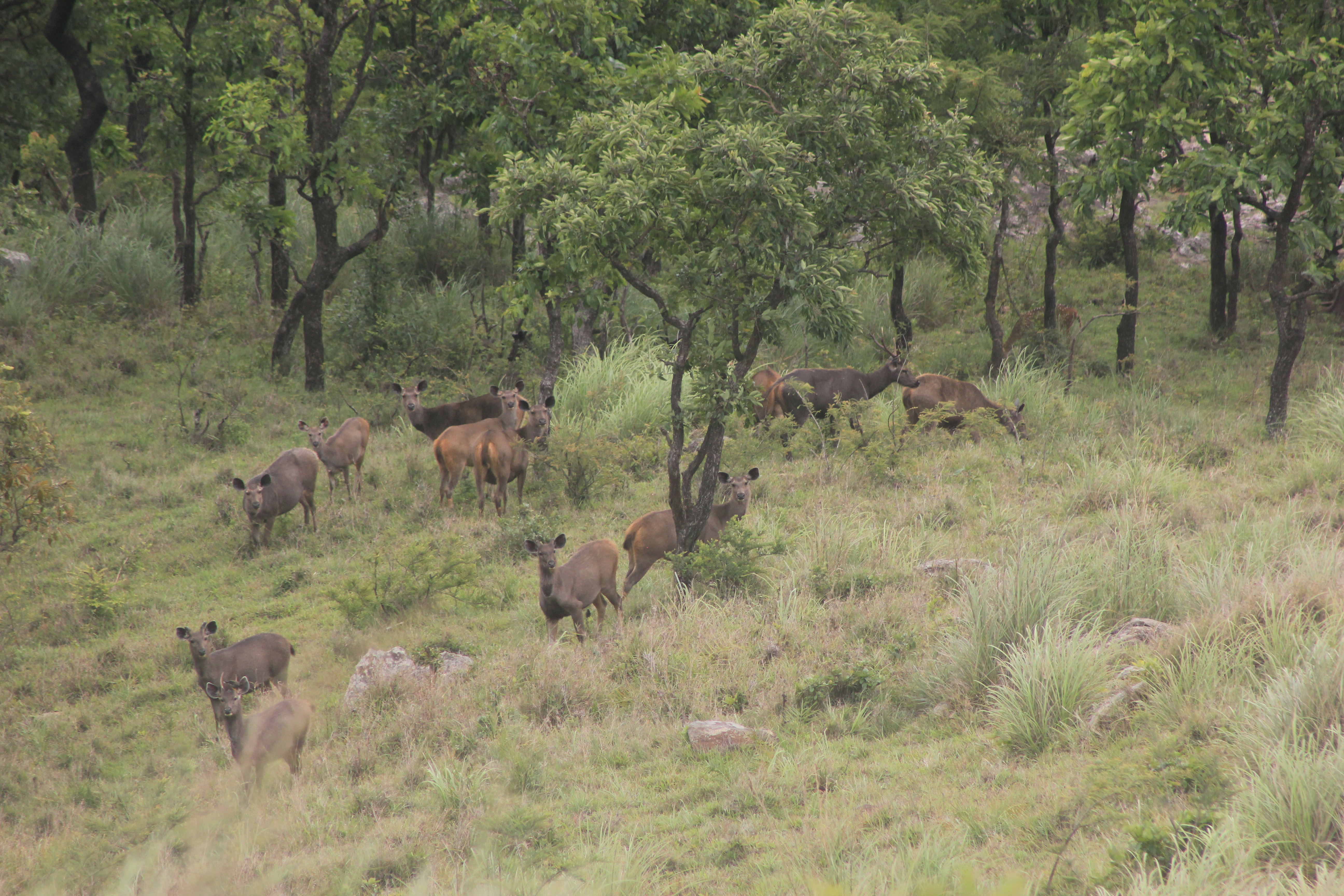
Стадо замбаров
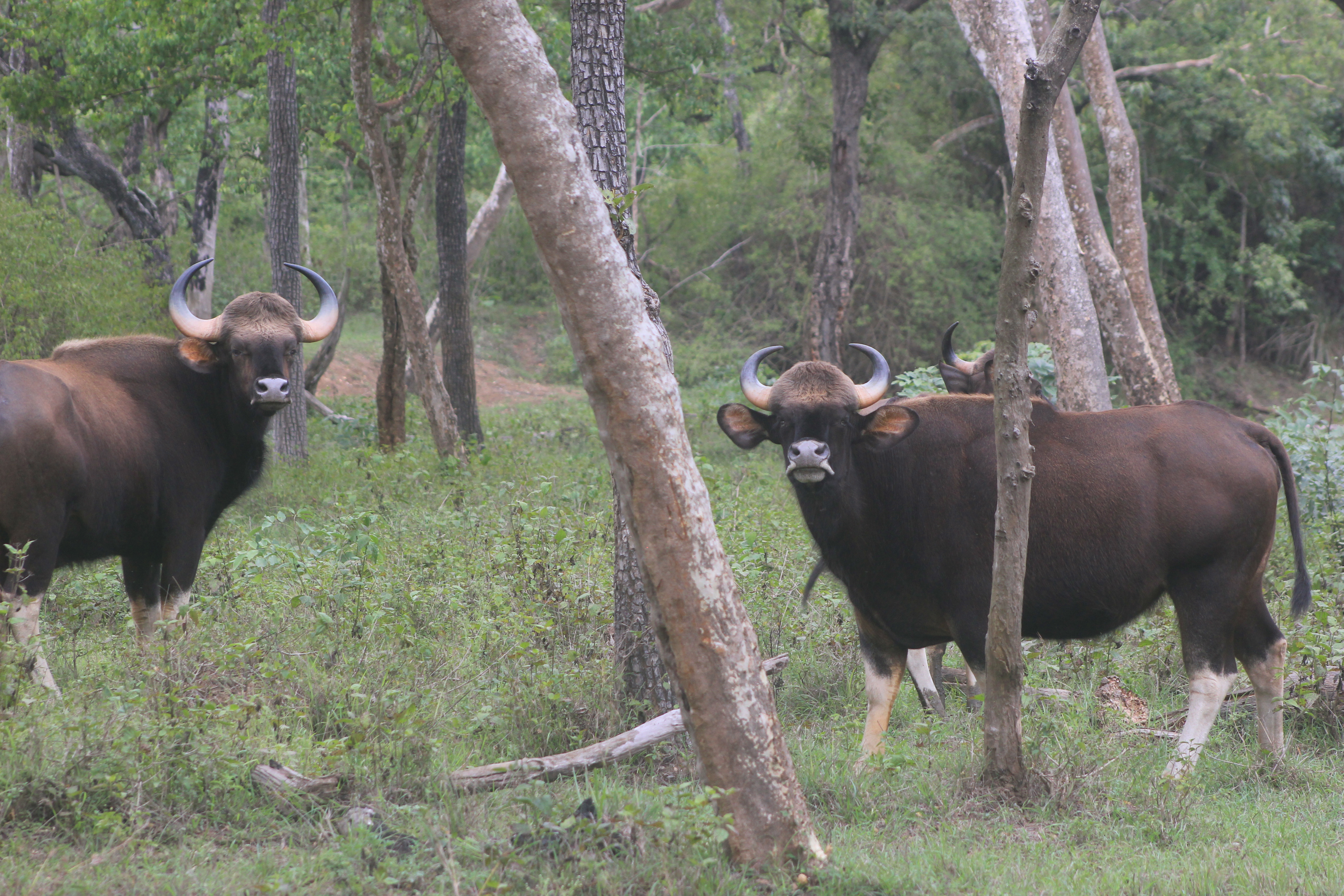
Гауры в парке Бандипур
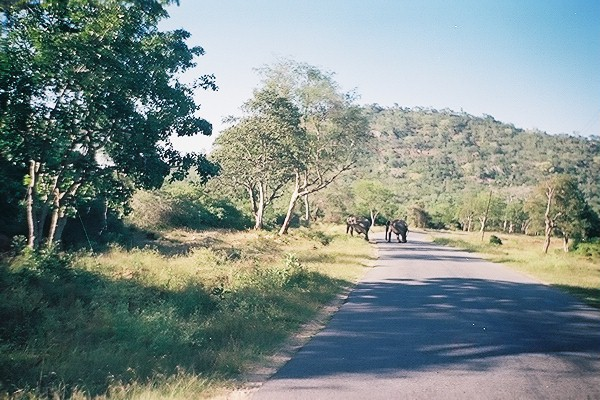
Слоны на дороге в парке Бандипур